# Herrenhölzle
Herrenhölzle ist ein zum Bretzfelder Ortsteil Unterheimbach gehörender Weiler im Hohenlohekreis im nördlichen Baden-Württemberg.

## Geographie
Herrenhölzle steht oben auf einer schmalen Hochfläche von etwa 350 m ü. NN zwischen den Tälern von Bernbach im Osten und dessen kleinem Nebenfluss Steinbach im Westen, die hier schon keine 200 Meter mehr breit ist und etwa 200 m weiter nördlich in einem Sporn ausläuft, auf dem einst die Burg Heimberg am Südrand der weiten Brettachtalmulde aufragte. Gut 100 m tiefer im Bernbachtal und in Luftlinie etwa 700 m nordöstlich von Herrenhölzle liegt die Ortsmitte von Unterheimbach, von wo aus eine zweieinhalbmal so lange Stichstraße in Serpentinen den kleinen Weiler erschließt.
Etwa bis einen Kilometer südlich von ihm erstreckt sich auf der Hochfläche ein wechselhaft breites, offenes Terrain mit Äckern und Wiesen (Flurgewann Salenäcker). Der Nordost- und Osthang ins Bernbachtal hinunter ist von Wein- und Obstgärten bestanden, zuunterst läuft in der gehölzumstandenen Herrenklinge zuweilen ein kleines Gewässer zum Bernbach. Gegen Süden zu gehen die Landwirtschaftsflächen an diesem Hang mehr und mehr in Wald über (Gewann Sperrhalde). Der westliche Abfall zum weniger tief eingeschnittenen Steinbach ist ganz bewaldet (Gewann Althölzle).

## Geschichte
Herrenhölzle war ursprünglich ein einzelnes Hofgut bei Burg Heimberg. Ein Haus dort wird erstmals 1812 genannt. Noch 1827 wurde Herrenhölzle in der Pfarrbeschreibung als einzeln stehendes Gehöft bezeichnet, in dem drei Familien mit insgesamt zehn Personen lebten. Der heutige locker angeordnete Gebäudebestand entstand im Wesentlichen nach 1850. Im Jahr 1865 wurden 31 Einwohner gezählt.